# カシワバラ・コーポレーション
株式会社カシワバラ・コーポレーションは、東京都港区と山口県岩国市の2箇所に拠点を置く大規模マンション・ビル・プラント工場の建築及びメンテナンスなどを行う企業。

## 概要
1949年（昭和24年）に塗装業社として創業。塗装を軸に業務を拡大し、現在ではプラント・インフラ施設、マンション、戸建住宅、商業ビルなどの修繕・メンテナンス事業や建築事業も手がけるグループを構成している。
日本国内の修繕工事においては業界トップクラスの工事実績があり、海外にも事業を展開している。
日本経済団体連合会、中国経済連合会、岩国商工会議所、岩国市観光協会などに加盟。また、サンフレッチェ広島F.Cのクラブパートナーであり、日本経済大学の女子ラグビー部「AMATERUS」と産学連携協定を締結している。

## 沿革
- 1949年（昭和24年）3月1日：柏原塗装店として創業。
- 1953年（昭和28年）3月：株式会社柏原塗装店を設立（資本金1,500千円）。柏原久雄が代表取締役に就任。
- 1961年（昭和36年）2月：社名を柏原塗研工業株式会社に変更。
- 1966年（昭和41年）4月：関東支社を開設。
- 1988年（昭和63年）
  - 3月：柏原伸二が代表取締役社長に就任。柏原久雄は代表取締役会長に就任。
  - 4月：財団法人「柏原技術振興財団」を設立。
- 1998年（平成10年）2月：リフォーム事業部（マンション大規模修繕事業）設立。
- 2002年（平成14年）10月：ISO9001認証取得（リフォーム事業部）。
- 2004年（平成16年）3月：関西支社を開設。
- 2008年（平成20年）1月：建築事業部を設立。
- 2009年（平成21年）3月：社名を株式会社カシワバラ･コーポレーションに変更。企業内環境マネジメントシステムへの取組みを開始。
- 2012年（平成24年）4月：インドネシアにジャカルタ･オフィスを開設。
- 2013年（平成25年）3月：台湾に台灣柏原和泰股份有限公司を設立。
- 2014年（平成26年）
  - 2月：西関東営業所を開設。
  - 6月：PT. Kashiwabara Engineering Indonesiaを設立。
  - 9月：京都営業所を開設。
  - 11月：沖縄営業所を開設。
  - 12月：仙台事務所を開設。
- 2015年（平成27年）
  - 3月：柏原伸介が代表取締役社長に就任。柏原伸二は取締役会長に就任。東京本社・岩国本社の二本社制の導入。
  - 6月：ミャンマーにヤンゴン･オフィスを開設。
- 2016年（平成28年）
  - 2月：徳山営業所、岩国営業所を統合し山口営業所を開設。
  - 4月：札幌事務所を開設。
  - 12月：株式会社トヨダ地所（現：カシワバラ・グラウンド）を完全子会社化[8]。
- 2018年（平成30年）
  - 2月：リノベーションデザイン本部を設立。
  - 7月：株式会社JNコミュニティ（現：カシワバラ・デイズ）を完全子会社化[9]。
- 2019年（平成30年・令和元年）
  - 2月：関西支社を梅田UNビル（梅田）へ移転。
  - 3月：JAPAN CON-TECH FUNDを開始[10]。
  - 4月：北九州事務所を開設。
  - 5月：青森営業所を移転。Kashiwabara Hue Waisithu Myanmar Co.,Ltd.を設立。
  - 7月：株式会社トヨダ地所が株式会社カシワバラ・グラウンドへ社名変更[11]。
  - 10月：カシワバラCIを変更。グループ全社名を「カシワバラ」の社名に統一（一部除く）[12]。
- 2020年（令和2年）
  - 4月：愛媛営業所を開設。
  - 8月：沖縄営業所を移転。
- 2021年（令和3年）4月：札幌事務所を移転。
- 2022年（令和4年）
  - 5月：株式会社東京組を完全子会社化[13]。
  - 6月：LTC Coatings（S）Pte Ltd（本社：シンガポール）を完全子会社化[14]。
  - 7月：宮城営業所を移転。
- 2023年（令和5年）
  - 1月：三優社工業株式会社を完全子会社化[15]。
  - 3月：産業機器セクション東京事務所を開設。
  - 3月：有限会社東京濾過工業所オートストレーナ事業を譲受[16]。
  - 10月：東京本社を移転。
- 2024年（令和6年）
  - 2月：東京営業所開設。
  - 2月：VinDes Engineering Pte Ltd（本社：シンガポール） を完全子会社化。

## 営業所・事業所
2024年11月22日時点の営業所・事業所を記載する。
国内
- 東京本社（東京都港区）
- 岩国本社（山口県岩国市）
- 関西支社（大阪府大阪市）
- 北海道営業所（北海道苫小牧市）
- 室蘭事務所（北海道室蘭市）
- 札幌事務所（北海道札幌市）
- 青森営業所（青森県青森市）
- 宮城営業所（宮城県仙台市）
- 福島営業所（福島県いわき市）
- 茨城営業所（茨城県神栖市）
- 埼玉営業所（埼玉県さいたま市）
- 千葉北営業所（千葉県船橋市）
- 千葉南業所（千葉県市原市）
- 東京西営業所（東京都町田市）
- 東京営業所（東京都墨田区）
- 建築工事部 首都圏セクション（東京都江戸川区）
- リノベーションデザイン本部 東京東店（東京都江戸川区）
- リノベーションデザイン本部 渋谷アトリエ（東京都渋谷区）
- 産業機器セクション 東京事務所（東京都中野区）
- 横浜営業所（神奈川県川崎市）
- 神奈川営業所（神奈川県川崎市）
- 新潟営業所（新潟県新潟市）
- 糸魚川事務所（新潟県糸魚川市）
- 名古屋営業所（愛知県名古屋市）
- 静岡事務所（静岡県静岡市）
- 三重営業所（三重県四日市市）
- 知多出張所（愛知県知多市）
- 京都営業所（京都府京都市）
- 大阪北営業所（大阪府大阪市）
- 大阪南営業所（大阪府堺市）
- 和歌山事務所（和歌山県有田市）
- 兵庫営業所（兵庫県加古川市）
- 神戸営業所（兵庫県神戸市）
- 岡山営業所（岡山県倉敷市）
- 岡山東出張所（岡山県岡山市）
- 広島営業所（広島県広島市）
- 山口営業所（山口県岩国市）
- 島根事務所（島根県江津市）
- 周南事務所（山口県周南市）
- 小野田事務所（山口県山陽小野田市）
- ロードメンテナンスセクション（山口県岩国市）
- 産業機器セクション（山口県岩国市）
- 建築工事部 山口セクション（山口県岩国市）
- リノベーションデザイン本部 山口東店（山口県岩国市）
- リノベーションデザイン本部 山口西店（山口県山口市）
- 愛媛営業所（愛媛県松山市）
- 香川事務所（香川県坂出市）
- 福岡営業所（福岡県福岡市）
- 北九州事務所（福岡県北九州市）
- 大分営業所（大分県大分市）
- 上五島事務所（長崎県南松浦郡新上五島町）
- 鹿児島営業所（鹿児島県鹿児島市）
- 志布志事務所（鹿児島県肝属郡）
- 沖縄営業所（沖縄県那覇市）

## グループ会社
2023年7月31日時点のグループ会社を記載する。
国内
- 株式会社カシワバラ・アシスト（東京都港区、旧社名：株式会社ジェイ・モーゲージバンク）
- 株式会社カシワバラ・グラウンド（東京都港区、旧社名：株式会社トヨダ地所）
- 株式会社カシワバラ・デイズ（大阪府大阪市、旧社名：株式会社JNコミュニティ）
- 株式会社東京組（東京都世田谷区）
  - 株式会社日本の窓（青森県十和田市）[19]
  - 株式会社緒方建築事務所（東京都世田谷区）[20]
- 株式会社カシワバラ・コネクト（山口県岩国市）
- 株式会社カシワバラ・コンパス（東京都港区）
- 株式会社カシワバラ・パートナー（山口県岩国市）
- 株式会社カシワバラ・サイト（山口県岩国市）
- 株式会社オリジナルテクスト（東京都港区）
- カシワバラ・ハンズ（東京都港区）
- 三優社工業株式会社（福井県福井市）

海外
- PT.Kashiwabara Engineering Indonesia（インドネシアジャカルタ）
- Kashiwabara Hue Waisithu Myanmar Co., Ltd.（ミャンマーヤンゴン）
- LTC Coatings(S) Pte Ltd（シンガポール）
- VinDes Engineering Pte Ltd（シンガポール）

## 主な受賞歴
- 2019年（平成30年・令和元年）：東京コピーライターズクラブ主催の優秀作品（TTC賞） - 2018年に放映した浜野謙太出演の「大規模修繕な人々」テレビCM[21]。
- 2016年（平成28年）：公益社団法人ロングライフビル推進協会主催の第25回BELCA賞（ロングライフ部門） - 施工者として携わった神奈川県横浜市のマンション（1979年竣工）[22]。
- 2015年（平成27年）：一般社団法人マンション計画修繕施工協会主催の第5回マンションクリエイティブリフォーム賞 - 施工者として携わった神奈川県大和市のマンション（1979年竣工）[23]。

## 提供番組

### ラジオ
- リリー・フランキー「スナック ラジオ」（TOKYO FM・JFN系列 毎週土曜 16:00 - 、提供は2023年4月[24] - ）